# Констанций III
Фла́вий Конста́нций (лат. Flavius Constantius; умер 2 сентября 421), более известный как Конста́нций III — римский император (соправитель Гонория) с 8 февраля по 2 сентября 421 года. Консул в 414, 417 и 420 годах.

## Биография

### Военная карьера
По рассказу Олимпиодора, Констанций был родом иллириец, из города Наисса (нын. Ниш), и начал военную службу ещё при отце Гонория, императоре Феодосии I, во времена которого он, по словам того же Олимпиодора, «совершил много походов». Император Гонорий после казни Стилихона в 408 году нуждался в опытном полководце, способном остановить стремительный распад империи. Однако при отборе кандидатур на высшие военные должности не последнюю роль играла уже упомянутая «антиварварская» партия при дворе. Считалось, что только «римлянин» сможет отстаивать интересы империи и августа, не потворствуя варварским частям своей армии. Констанций, чьё происхождение не вызывало сомнений, как нельзя лучше подходил на эту роль. Орозий особо подчёркивает «римское» происхождение нового полководца: «государство почувствовало и то, какое благо, наконец, обрело оно в лице римского вождя, и то, какую опасность до сих пор переживало оно, подчиняясь столь долгое время комитам из варваров». К 410 или 411 году и выдвинулся Констанций — вначале комит, а затем магистр армии, который вместе с Ульфилой был послан во главе армии для подчинения неподконтрольной Равенне Галлии. В течение 411 года правительственные войска выдвинулись против узурпатора Константина III и осадили его в Арле. Схваченного после взятия города Константина отправили в Италию в качестве пленника, однако он был убит по дороге в Равенну. После этого Констанций нанёс поражение войскам Геронтия, в результате чего Геронтий был убит, а Максим бежал в Испанию.
Вестготы Атаульфа, преемника Алариха, остро нуждались в продовольствии во время своего пребывания в Италии. Для лучшего понимания действий Констанция следует отметить, что Италия давно уже не могла обеспечивать себя, и основными поставщиками сельскохозяйственной продукции являлись Испания и Африка. Именно в Африку изначально собирался переправиться Аларих после взятия Рима, однако эта попытка не увенчалась успехом. Таким образом, вестготы, вторгнувшись в Южную Италию и тем самым нарушив обычный ход земледелия и торговли, вскоре оказались под угрозой настоящего голода. Все это заставило Атаульфа вступить в переговоры с равеннским правительством. Одним из основных «предметов» торга за хлеб стала сестра императора Галла Плацидия. Одновременно Атаульф вступил в сношения с узурпатором Иовином — в 412 году, не прерывая переговоров, вестготский король вошёл в Галлию, где в то время находились узурпатор и его брат Себастиан. Туда же со своим небольшим отрядом подоспел перешедший на сторону Иовина готский вождь Сар, намереваясь получить от узурпатора пост магистра армии. В произошедшем сражении между старыми врагами Атаульф взял верх, отряд Сара был уничтожен, а сам он убит. Вероятно, Атаульф стоял перед выбором — договориться с императором Гонорием или поддержать Иовина, однако сомнения быстро разрешились. Иовин провозгласил Себастиана соправителем и предоставил ему командование над войсками, Атаульф враждебно принял это известие и, чтобы ускорить союз с империей, вступил в борьбу с обоими узурпаторами. Пообещав императору Гонорию головы мятежников и мир, он сначала захватил и обезглавил Себастиана, а затем осадил Валенсию, куда бежал Иовин. Когда город сдался, Иовина перевезли в Нарбонну и казнили в 413 году. Головы обоих узурпаторов, как и было обещано, в знак преданности императору, были отправлены Атаульфом в Равенну, где их выставили насаженными на копья для всеобщего обозрения за стенами города.
Союз с вестготами был недолгим. В 413 году отпала провинция Африка, её комит Гераклиан с флотом двинулся в Италию. По счастью, попытка Гераклиана захватить власть была неудачной, флот был разбит после высадки, а сам он бежал в Карфаген. Несмотря на победу, Гонорий не мог более снабжать продовольствием вестготов. Атаульф, возмущенный нарушением «клятвенных заверений», 1 января 414 года вступил в брак с Плацидией, а когда она родила сына, дал ему императорское имя Феодосий. В том же году он снова назначил Аттала (читавшего эпиталамму на январской свадьбе) императором, двинулся к средиземноморскому побережью и захватил Нарбон. В ответ Констанций, штаб которого находился в Арле, блокировал с моря Нарбоннскую Галлию, где тогда находились вестготы, и строго запретил любую торговлю с ними.
Поселение Атаульфа в провинции Нарбонна I рассыпалось мгновенно. Его воины бежали в Барселону, но блокада продолжалась и в Испании. Среди вестготов начался массовый голод, они тщетно пытались переправиться в Африку. Однако Атаульф не терял надежд на мир. Даже когда в 415 году Констанций заставил его покинуть Бордо и другие города южной Галлии, он все ещё надеялся договориться с императором. Осенью 415 года в Барселоне Атаульф был убит. Орозий связывает убийство Атаульфа с его симпатиями к Римской империи и мирными отношениями с императором Гонорием. «Так как он [Атаульф], — пишет Орозий — усерднейшим образом следовал её [Галлы Плацидии] просьбам и предложениям о мире, то и был убит в испанском городе Барселоне, как рассказывают, вследствие козней своих». Наконец в 416 году, отчаявшись, вестготы капитулировали перед римлянами. Их новый король Валия заключил в 416 году договор с империей, согласно которому в обмен на 600 000 мер зерна вестготы обязались выдать Галлу Плацидию и сражаться против других варварских племён Испании в качестве римских федератов.
В 417 году состоялся брак Констанция с Галлой Плацидией. По-видимому, Гонорий был принуждён выдать сестру за Констанция, несмотря на нежелание последней. Однако он противился тому, чтобы, будучи бездетным, признать своим наследником сына Констанция, Валентиниана, и сделал это лишь под давлением со стороны Галлы Плацидии и варваров из её окружения.
В течение двух лет вплоть до 418 года вестготы воевали в качестве федератов в Испании против вандалов и аланов. Вестготская армия в Испании во главе с королём Валией действовала весьма эффективно. Вестготы нанесли поражения в ряде сражений вандалам-силингам короля Фридубальда и аланам царя Аддака, причём силинги были почти полностью уничтожены. Однако в 418 году патриций Констанций отозвал вестготов из Испании и поселил их в провинции Аквитания II (на западном побережье Галлии между устьем Гаронны и устьем Луары), а также в некоторых соседних городах. Так в 418 году на территории Западной Римской империи появилось первое варварское королевство.

### Консульства
Первый раз консулом Констанций стал в 414 году после победы над узурпаторами Константином и Юлианом и над магистром армии Геронтием, провозгласившим императором своего сына Максима; на расходы по этому консульству Констанцию было даровано состояние комита Африки Гераклиана.
Второе консульство Констанция выпало на 417 год, и было связано, по-видимому, с его победой над вестготами и возвращением Галлы Плацидии. Ему также удалось захватить долго беспокоившего Равенну Аттала. Кроме того, он совершил поход в Испанию, где пленил одного из крупных вандальских вождей и послал его Гонорию. В эти годы (после 417 года), как отметил Олимпиодор, Констанций стал жаден до денег, которые он собирал для того, чтобы богато обставить сначала своё третье консульство, а затем и вступление на престол. После его смерти в Равенну со всех сторон стали стекаться жалобы от людей, которых он обидел, отобрав у них деньги.
Третье консульство пришлось на 420 год, за год до того, как император Гонорий провозгласил Констанция своим соправителем.

### Соправительство
Констанций приобрел огромное влияние. Магистр армии, триумфатор, трижды удостаивавшийся консульства, патриций и муж сестры императора — очевидно, что человека с такими достоинствами император Гонорий должен был оценить по заслугам и сделать августом. В 421 году император Гонорий, по словам Олимпиодора, «почти против воли» назначил Констанция своим соправителем. Однако титул Констанция не был признан в Константинополе. Их совместное правление было недолгим, через несколько месяцев Констанций умер.
Его современник, историк Олимпиодор так описывает Констанция:

«Имел [он] вид угрюмый и мрачный: пучеглазый, с толстым затылком и плоской головой, он ехал, навалившись всем телом на шею своей верховой лошади, и смотрел искоса то в одну, то в другую сторону. Всем казалось, по поговорке, что у него „вид, достойный тирана“» 

Тем не менее, добавляет автор, в свободной атмосфере пиров он был «приятен и вежлив и часто состязался с мимами, игравшими перед столом». В дальнейшем сложный церемониал двора и этикет, подчиняться которому должен был император, настолько сильно тяготили его, что «императорская власть ему опротивела»: пользовавшийся много лет неограниченной властью военачальник тосковал по свободной походной жизни; болезнь прервала его жизнь после семи месяцев соправительства с Гонорием. Характеризуя Констанция, Олимпиодор отмечает его щедрость до брака с Галлой Плацидией и проявившееся в нём позднее сребролюбие.
Дети Констанция и Галлы Плацидии:
- Юста Грата Гонория.
- Валентиниан III.

## В культуре
Констанций стал персонажем романа Теодора Парницкого «Аэций — последний римлянин» (1937).